# تادس
نظام تطوير مغامرة النص (TADS) لغة برمجة قائمة على النمذجة محددة النطاق ومجموعة من المكتبات القياسية لإنشاء ألعاب خيال تفاعلي (IF).

## التاريخ
أُصدر 1 TADS الأصلي من برمجيات هاي انرجي كـ برامج تجريبية في أواخر الثمانينيات، ولم يمض وقت طويل حتى تبعه TADS 2. في أوائل التسعينات، جعلت TADS من نفسها الأداة التنموية الأولى للـ خيال التفاعلي، بدلا من أنظمة أبسط مثل AGT (مجموعة أدوات لعبة المغامرة). وفي أواخر التسعينات، انضم إليها Inform كلغة التطور الأكثر شعبية في الخيال التفاعلي.
وتستند جملة TADS 2 على سي، مع أجزاء من باسكال. وتحدث صيانة وتحيث TADS 2 على فترات منتظمة من قبل المطور، مايكل ج. روبرتس، حتى بعد أن أصبح يرنامج مجاني في يوليو 1996. ويصف غراهام نيلسون، مطور Inform، TADS و Inform على أنهم «النظامان الوحيدان... المنتشر استخدامهم على نطاق واسع» في النصف الأخير من التسعينات، وقد سُمي TADS «لغة برمجة IF الثانية الأكثر شيوعا المستخدمة في يومنا هذا». ووسائط TADS المتعددة، التي قُدمت في 1998، تسمح للألعاب بعرض الرسومات، والصور المتحركة، وتشغيل الأصوات، إذا كان النظام الأساسي يعتمد عليه.
وفي عام 2006، تلقى TADS إصلاح جذري عند إطلاق TADS 3، وهو إعادة كتابة كاملة لمحرك TADS، فقط لإبقاء على الكود الحر من المنصة لتخفيف التطويعه. يستخدم TADS 3 لغة برمجة مع جملة تشبه سي + + وجافا. كما أنه لديها العديد من الخصائص الجديدة، مثل الكائنات الحيوية الكفء (مع جمع القمامة التلقائي)، واستثناءات منظمة، وسلاسل صيغة التحويل المحد-8 الأصلية، والعديد من الطبقات الوظيفية المفيدة.
وتم تطويع مصرف ومفسر 3 TADS ليناسب دوس، وماكنتوش ومنصات يونيكس. وقد أطلق العديد من ألعاب TADS 3.

## ألعاب TADS
وقد جمعت الألعاب المكتوبة باستخدام TADS إلى تنسيق مستقل المنصة والذي يمكن تشغيله على أي حاسوب يوجد به آلة افتراضية مناسبة (VM). وتوجد مثل هذه الآلات الأفتراضية في منصات عدة، وفي هذا الصدد، تتبع TADS عن كثب خطى آلة Z التابعة لـ إينفوكم الأصلية، فضلا عن اللغات الحديثة مثل جافا وسي.
في حين أن آلات TADS 1 و 2 الأفتراضية ينبغي عليها القيام بـ التحليل النحوي للأوامر المدخله من قبل اللاعب، وذلك قبل إرسال النتائج إلى اللعبة، ويوظف TADS 3 آلة أفتراضية أكثر عموما، حيث يتم التحليل النحوي للأوامر بواسطة كود اللعبة نفسها، أقرب إلى Inform. ويعتمد الأساس المنطقي لذلك على أنه من الأسهل تخصيص المحلل.

### ألعاب بارزة طُورت باستخدام TADS 2
- Uncle Zebulon’s Will المطورة من قبل ماجسون أولسون (1995). وفازت بفئة TADS في 1995 في افتتاحية مسابقة الخيال التفاعلي وأدرجت في الإطلاق التجاري لـ أكتيفيجن عام 1996 من روائع مغامرة النص الكلاسيكية لإينفوكم.
- The Frenetic Five vs. Sturm and Drang، اللعبة الأولى في سلسلة "Frenetic Five" من قبل نيل دي موس (1997). فاز بـ جائزة XYZZY لأفضل إن بي سي في تلك السنة.
- Worlds Apart لسوزان بريتون (1999). لفائز بـ جائزة XYZZY لأفضل قصة والنهائيات في سبعة أصناف أخرى من جوائز XYZZY في عام 1999، وتحتوي اللعبة على كمية كبيرة من مباني العالم المفصلة.
- Kaged لـ إيان فينلي (2000). الفائز في مسابقة الخيال التفاعلي السنوية.
- 1893: A World’s Fair Mystery لبيتر نبستاد (2002). واللعبة هي واحدة من مجموعة سيتم طرحها رسميا في الأسواق في السنوات المقبلة، وقد حصلت على اهتمام نيويورك تايمز[3]، ووكالة اسوشيتد برس. وفاز أيضا [4] بـ جائزة XYZZY لأفضل محيط في عام 2002.

ألعاب بارزة طُورت باستخدام TADS 3
Max Blaster and Doris de Lightning Against the Parrot Creatures of Venus
- لدان شيوفيتز ويميلي شورت (2003). الفائز في سبرينج ثينج عام 2003؛ وهي مثال غير عادي عن شخصيات اللاعبين (أو أجهزة الحاسوب) المتعددة
- The Elysium Enigma لـ اريك إيف (2006). ومنحت إيف جائزة XYZZY لأفضل لعبة، وجائزة XYZZY لأفضل إن بي سي فردي، واحتلت المركز الثالث في مسابقة الخيال التفاعلي السنوية لعام 2006.

## وصلات خارجية
- الموقع الرسمي
- The TADS page
- TADS 2 and TADS 3 games on Baf's Guide
- Cloak of Darkness: TADS presents a short game implemented in TADS, as well as other languages for comparison.
- The TADS 3 mailing list

Interpreters
- TADS 2 interpreters for several platforms
- Jetty - Java Applet Interpreter for TADS 2 games
- TADS 3 interpreters for DOS, Windows, and source for Unix
- HyperTADS, a Mac OS multimedia interpreter for TADS 2 and 3